# James Reiskimmer
James Riskinner ou James Reiskimmer est un pirate et corsaire anglais du XVIIe siècle qui opérait depuis l'île de la  Providence contre la navigation espagnole à la fin des années 1630. Lieutenant sur le navire Warwick, qui faisait alors partie d'une flotte sous le commandement de Nathaniel Butler, il participa plus tard à une expédition de corsaire avec Nathaniel Butler entre mai et septembre 1639. 

## Biographie
Selon le journal de Nathanial Butler, le père de James Riskinner, le capitaine Nicholas Reiskimmer, a été nommé gouverneur de l'Association Island (Tortuga), mais est décédé peu de temps après sa nomination.       
Au cours du voyage de quatre mois, Riskinner a été élu pour succéder à son ancien capitaine Nicholas Roope, décédé après avoir quitté l'île de la Providence. Cependant, en raison de leur méconnaissance des eaux des Caraïbes et de leur faible expérience dans la traque des navires espagnols, James Riskinner et les autres ont échoué et l'expédition est revenue sur l'île de la Providence en septembre 1639.
Cependant, James Riskinner a continué à chercher des navires marchands espagnols et a capturé quatre navires espagnols avant son retour en Angleterre l'année suivante avec une prise espagnole transportant une grande cargaison d'argent, d'or, de diamants, de perles et de bijoux.

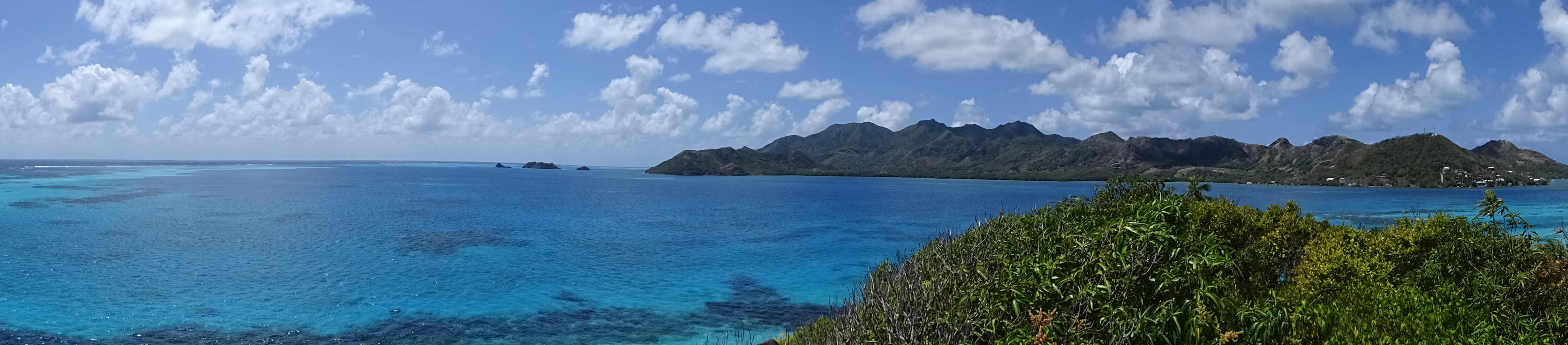
Île de la Providence et le Lagon de McBean pris depuis le Cayo Cangrejo.